# Fuser
fuser – polecenie systemu operacyjnego Unix służące do identyfikacji, który proces używa wskazany plik, katalog lub socket.

## Parametry
-a --all zwraca wszystkie pliki wskazane w wierszu poleceń. Domyślnie są pokazane tylko pliki, do których dostęp ma co najmniej jeden proces.
-k --kill zabija wszystkie procesy mające dostęp do pliku.
-i --interactive wymaga potwierdzenia przed zabiciem procesu.
-w zabija wyłącznie procesy, które mają uprawnienia zapisu.
-n przestrzeń nazw --namespace przestrzeń nazw wskazuje przestrzeń nazw: file (domyślnie), udp (lokalne porty UDP) tcp (lokalne porty TCP).
-v --verbose zapewnia pełny opis.
-u --user dołącza nazwę użytkownika.
-v --version wyświetla informacje o wersji.
-4 --ipv4 wyświetla tylko protokoły IPv4, parametr działa tylko w przestrzeni nazw TCP i UDP.
-6 --ipv6 wyświetla tylko protokoły IPv6, parametr działa tylko w przestrzeni nazw TCP i UDP.

## Przykład użycia
```
$ 
fuser
 
-v
 
.

       UŻYTKOWNIK PID  DOSTĘP POLECENIE

/root: root       2443 ..c..  bash

```